# أكيرا تايرا
أكيرا تايرا (بالإسبانية: Akira Taira)‏ هو لاعب كرة قدم أرجنتيني في مركز الدفاع، ولد في 15 يوليو 1994 في بوينس آيرس في الأرجنتين. لعب مع Club Comunicaciones ‏.

## وصلات خارجية
- أكيرا تايرا على موقع قاعدة بيانات كرة القدم.إي يو (الإنجليزية)
- أكيرا تايرا على موقع Soccerway.com (الإنجليزية)